# Ahlbach
Ahlbach ist der nach Einwohnerzahl kleinste Stadtteil der Kreisstadt Limburg an der Lahn im mittelhessischen Landkreis Limburg-Weilburg.

## Geographie

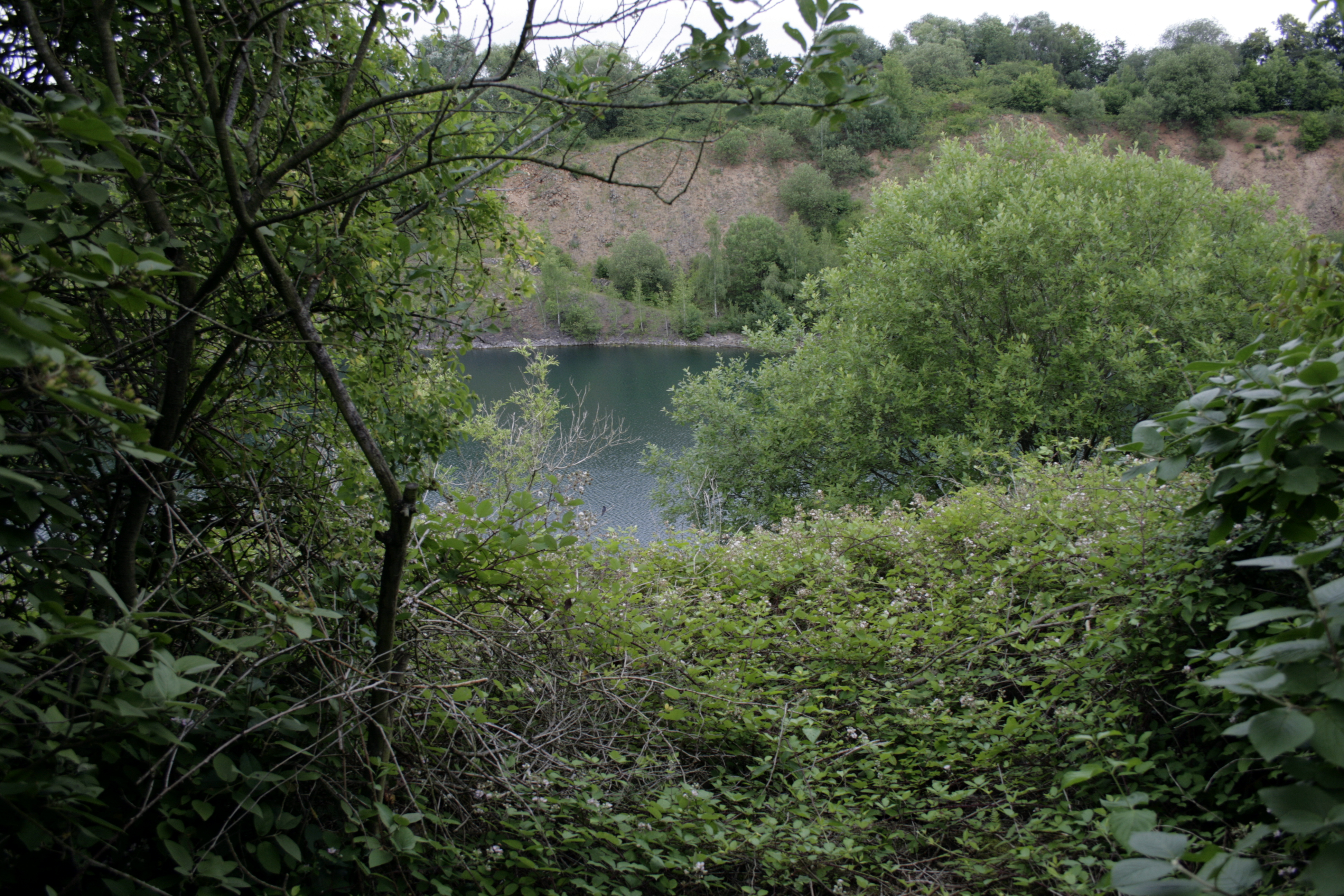
Ehemaliger Basaltsteinbruch Käfernberg, heute Naturschutzgebiet

Ahlbach liegt rund fünf Kilometer nordöstlich der Kernstadt Limburg. Im Osten führen die gemeinsam verlaufenden Bundesstraßen 49 und 54 unmittelbar am Ort vorbei und verzweigen sich dort nach Nordosten (B 54, Richtung Siegen) und Nordwesten (B 49, Richtung Gießen). Der „Große Berg“ nördlich des Orts ist mit 246 Metern die höchste Erhebung im gesamten Limburger Stadtgebiet. Wenige hundert Meter westlich von ihm gibt es mit dem Käfernberg eine zweite Erhebung, die aber durch den Basaltabbau weitgehend abgetragen ist. Der Ort selbst liegt auf etwa 190 bis 200 Metern Höhe.
Die Ahlbacher Gemarkung grenzt von Westen im Uhrzeigersinn an Niederhadamar, Hadamar, Niederweyer, Oberweyer, Obertiefenbach, Dehrn und Offheim. Sie weist mit Ausnahme des Naturschutzgebiets am ehemaligen Basaltbruch keinen Wald auf und besteht fast ausschließlich aus landwirtschaftlich genutzter Fläche. Die Gemarkung steigt in Richtung Nordwesten an. Der niedrigste Punkt liegt mit rund 160 Metern in einer Bachaue nahe dem Urselthaler Hof.
Naturräumlich wird der Ort dem Limburger Becken zugeordnet. Eine von dessen Untergliederungen ist nach ihm benannt: die Ahlbacher Bördenplatte, eine Fläche mit besonders mächtiger Lössdecke.

## Geschichte

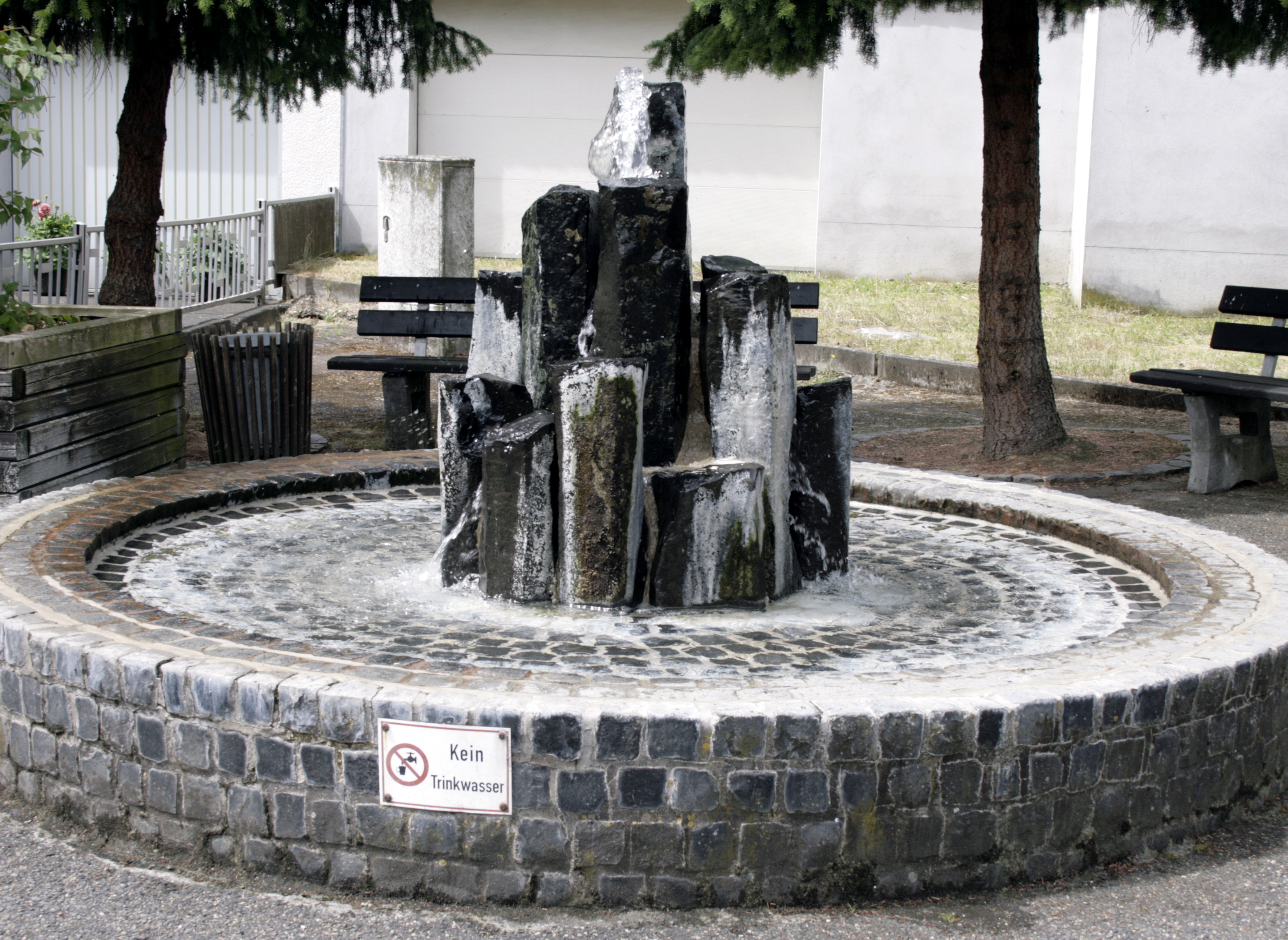
Brunnen aus Basaltsäulen auf dem Dorfplatz

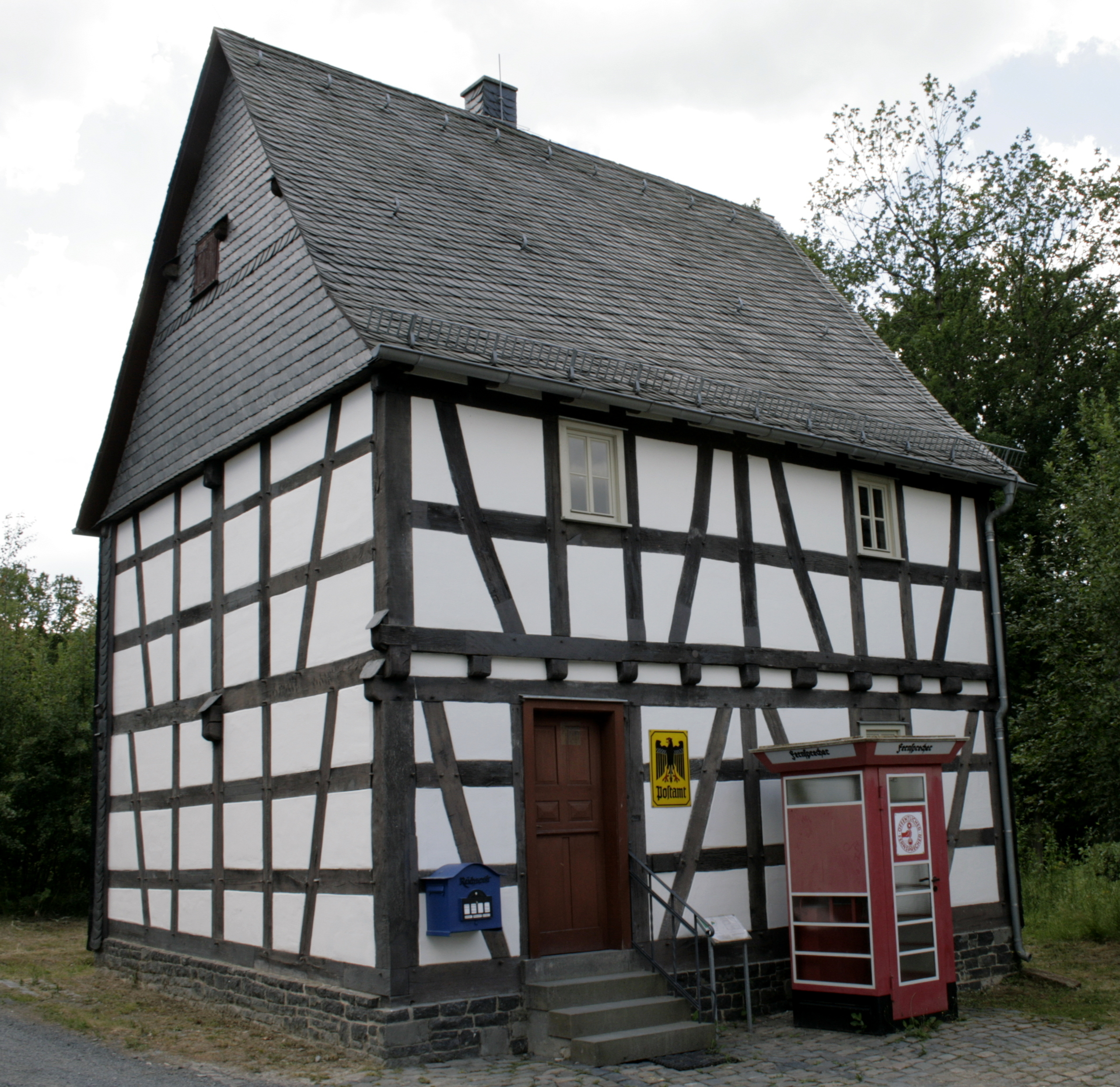
Bauernhaus aus Ahlbach, 1687 erbaut. Heute im Hessenpark als typisches Dorf-Posthaus hergerichtet.

### Ortsgeschichte
Der Name „Ahlbach“ geht vermutlich auf die Bezeichnung „Ahl“ für einen umhegten Bereich am Ortsrand zurück, wo Vieh untergebracht war.
Der älteste archäologische Fund in der heutigen Ahlbacher Gemarkung wurde im Jahr 1950 am Käferberg gemacht: ein Steinbeil aus der Jungsteinzeit. Kurz darauf trat eine Urne aus der Hallstattzeit zutage. Nahe dem heutigen Friedhof wurde ein fränkisches Reihengrabfeld entdeckt, das sich grob auf das Jahr 500 datieren lässt. Bedeutung erhielt der Ort, weil in seiner Nähe die Hohe Straße aus dem Westerwald auf die Lange Meil traf, die von der Lahnfurt bei Dietkirchen nach Norden verlief.
Im August 772 wurde Ahlbach in einer Schenkungsurkunde der Rupertinerin Rachild an das Kloster Lorsch im Lorscher Codex bekanntermaßen erstmals erwähnt.
Für die zweite Hälfte des 13. Jahrhunderts ist eine Ritterfamilie „von Ahlbach“ nachgewiesen, die unter anderem Burgmannen auf Burg Schadeck stellte. Bedeutsamster Vertreter des Geschlechts war Heinrich von Ahlbach, in den Jahren 1380 bis 1390 Abt des einflussreichen Klosters St. Alban in Mainz. Im Jahr 1420 starb das letzte Mitglied der Familie. Ein Großteil ihres Besitzes in Ahlbach ging durch Erbschaft an das Rittergeschlecht der Frey von Dehrn über. Neben der Adelsfamilie Frey hatten im Hochmittelalter die Grafen von Katzenelnbogen sowie mehrere Klöster und Stifte der Lahnregion Höfe in Ahlbach.
Als erstes Ahlbacher Rathaus diente das heute nicht mehr vorhandene Backhaus, in dem vom Jahr 1730 bis zum Bau der ersten Schule 1824 Unterricht erteilt wurde. Im Jahr 1935 wurde das Gebäude an der Ecke von Kirch- und Bergstraße abgerissen.
Neben der Landwirtschaft hatte der Basaltabbau wirtschaftliche Bedeutung. Ab dem Ende des 17. Jahrhunderts fand der Abbau sporadisch statt, wenn in der Umgebung Straßen gebaut wurden. Im größeren Umfang wurde dieses Gewerbe ab 1870 betrieben, als eine südhessische Firma den bis dahin wenig bedeutenden Ahlbacher Steinbruch kaufte. Anfang der 1970er Jahre wurde die Produktion eingestellt. Der ehemalige Steinbruch hat den Käfernberg nördlich des Orts weitgehend abgetragen. Der Hügel mit dem gefluteten Steinbruch ist heute Naturschutzgebiet, an das sich eine Naherholungsfläche mit Grillplatz anschließt. In geringem Umfang wurden bei Ahlbach auch Ton, Ocker, Brauneisenstein und Phosphorit abgebaut.
Im Jahr 1925 wurde der Ort ans Elektrizitätsnetz angeschlossen und 1953 mit fließendem Wasser ausgestattet.
Seit 1972 verfügt Ahlbach über ein Gemeinschaftshaus in der Langstraße.
Hessische Gebietsreform (1970–1977)
Im Zuge der Gebietsreform in Hessen wurde die bis dahin selbständige Gemeinde zum 31. Dezember 1971 auf freiwilliger Basis in die Stadt Limburg als Stadtteil eingemeindet.
Für den Ortsteil Ahlbach, wie für alle Stadtteile von Limburg, wurde ein Ortsbezirk eingerichtet.

### Verwaltungsgeschichte im Überblick
Die folgende Liste zeigt die Staaten und Verwaltungseinheiten, denen Ahlbach angehört(e):
- 772: Fränkisches Reich, Lahngau
- vor 1711: Heiliges Römisches Reich, Fürstentum Nassau-Hadamar, Amt Hadamar
- 1717–1743: Heiliges Römisches Reich, Fürstentum Nassau-Dillenburg, Amt Hadamar
- 1743–1806: Heiliges Römisches Reich, Grafen von Nassau-Diez als Teil des Fürstentums Nassau-Oranien, Amt Hadamar
- 1806–1813: Großherzogtum Berg, Département Sieg, Arrondissement Dillenburg, Kanton Hadamar
- 1813–1815: Fürstentum Nassau-Oranien, Amt Hadamar
- ab 1816: Herzogtum Nassau, Amt Hadamar
- ab 1849: Herzogtum Nassau, Kreisamt Limburg[Anm. 2]
- ab 1854: Herzogtum Nassau, Amt Hadamar
- ab 1867: Norddeutscher Bund, Königreich Preußen, Provinz Hessen-Nassau, Regierungsbezirk Wiesbaden, Oberlahnkreis[Anm. 3]
- ab 1871: Deutsches Reich, Königreich Preußen, Provinz Hessen-Nassau, Regierungsbezirk Wiesbaden, Oberlahnkreis
- ab 1886: Deutsches Reich, Königreich Preußen, Provinz Hessen-Nassau, Regierungsbezirk Wiesbaden, Kreis Limburg
- ab 1918: Deutsches Reich, Freistaat Preußen, Provinz Hessen-Nassau, Regierungsbezirk Wiesbaden, Kreis Limburg
- ab 1944: Deutsches Reich, Freistaat Preußen, Provinz Nassau, Landkreis Limburg
- ab 1945: Deutsches Reich, Amerikanische Besatzungszone, Groß-Hessen, Regierungsbezirk Wiesbaden, Kreis Limburg
- ab 1946: Deutsches Reich, Amerikanische Besatzungszone, Hessen, Regierungsbezirk Kassel, Landkreis Limburg
- ab 1949: Bundesrepublik Deutschland, Hessen, Regierungsbezirk Kassel, Landkreis Limburg
- ab 1968: Bundesrepublik Deutschland, Hessen, Regierungsbezirk Darmstadt, Landkreis Limburg
- ab 1972: Bundesrepublik Deutschland, Hessen, Regierungsbezirk Kassel, Landkreis Limburg, Stadt Limburg
- ab 1974: Bundesrepublik Deutschland, Hessen, Regierungsbezirk Darmstadt, Landkreis Limburg-Weilburg, Stadt Limburg
- ab 1981: Bundesrepublik Deutschland, Hessen, Regierungsbezirk Gießen, Landkreis Limburg-Weilburg, Stadt Limburg

### Kirchengeschichte
Vermutlich im 12. Jahrhundert wurde die erste Kapelle im Dorf als Eigenkirche der Frei von Dehrn errichtet. Kirchlich war Ahlbach dem Lubentiusstift in Dietkirchen zugeordnet. Urkundlich sicher fassbar ist die Kapelle erstmals 1366. Es handelte sich um ein einschiffiges, romanisches Gebäude mit Dachreiter statt eines Turms. Im Jahr 1564 wurde Ahlbach der neu gegründeten Pfarrei in Oberweyer angeschlossen. Erst 1871 bekam Ahlbach einen eigenen Pfarrer, blieb aber Pfarrvikarie von Oberweyer. 1873 wurde der Friedhof vom Gelände um die Kirche an den heutigen Platz am Ortsrand verlegt. Dabei entstand an der Kapelle eine Sakristei, auf deren massiv ausgelegten Mauern 1880 ein Turm aufgesetzt wurde. Im Verlauf dieser Arbeiten wurde die Kapelle zu einer Kirche im neoromanischen Stil erweitert. Von der alten Bausubstanz blieb kaum etwas erhalten. Neue Erweiterungspläne für die Kirche in den 1920er Jahren scheiterten daran, dass die gesammelten Spenden durch die Inflation im Zuge der Weltwirtschaftskrise wertlos wurden.
Im Jahr 1959 wurde ein größerer Neubau nach Plänen des Wiesbadener Architekten Paul Johannbroer fertiggestellt. Die heute denkmalgeschützte Kirche fällt durch ihr offenliegendes Mauerwerk aus Schalstein auf. Die Glasfenster wurden vom Künstler Johannes Beeck geschaffen. Altäre, Kanzel und Taufbecken sind aus grauem Wirbelau-Marmor gefertigt. 1964 wurde auch formal eine eigene Ahlbacher Pfarrei geschaffen. Im Jahr 1967 war das neue Grundschulgebäude fertiggestellt. Das alte Schulgebäude wurde zum Pfarrzentrum. Die Katholiken von Ahlbach pilgerten viele Jahrzehnte zur Wallfahrtskapelle Maria Hilf Beselich und gaben dort ihren Glauben kund.

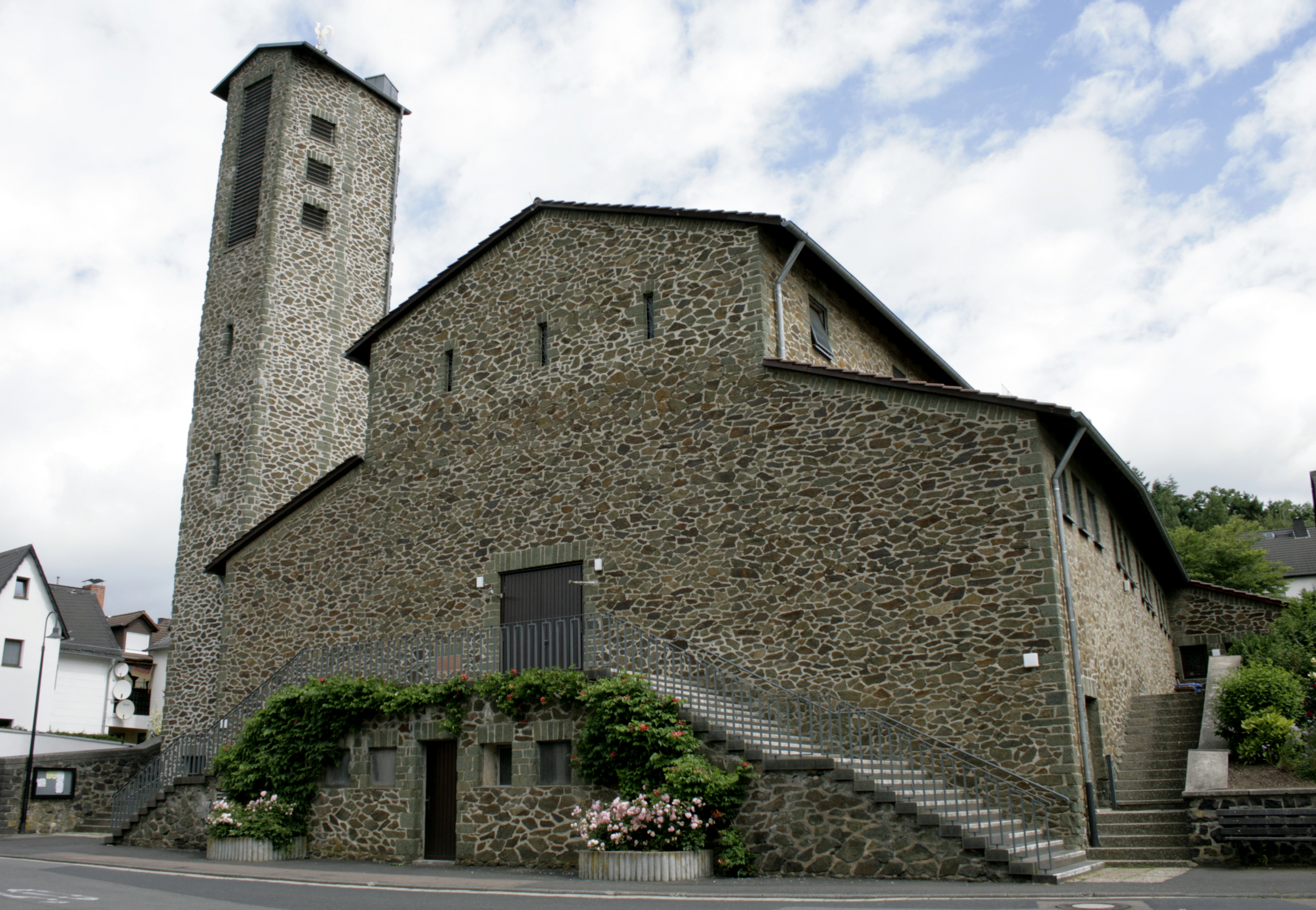
Katholische Pfarrkirche
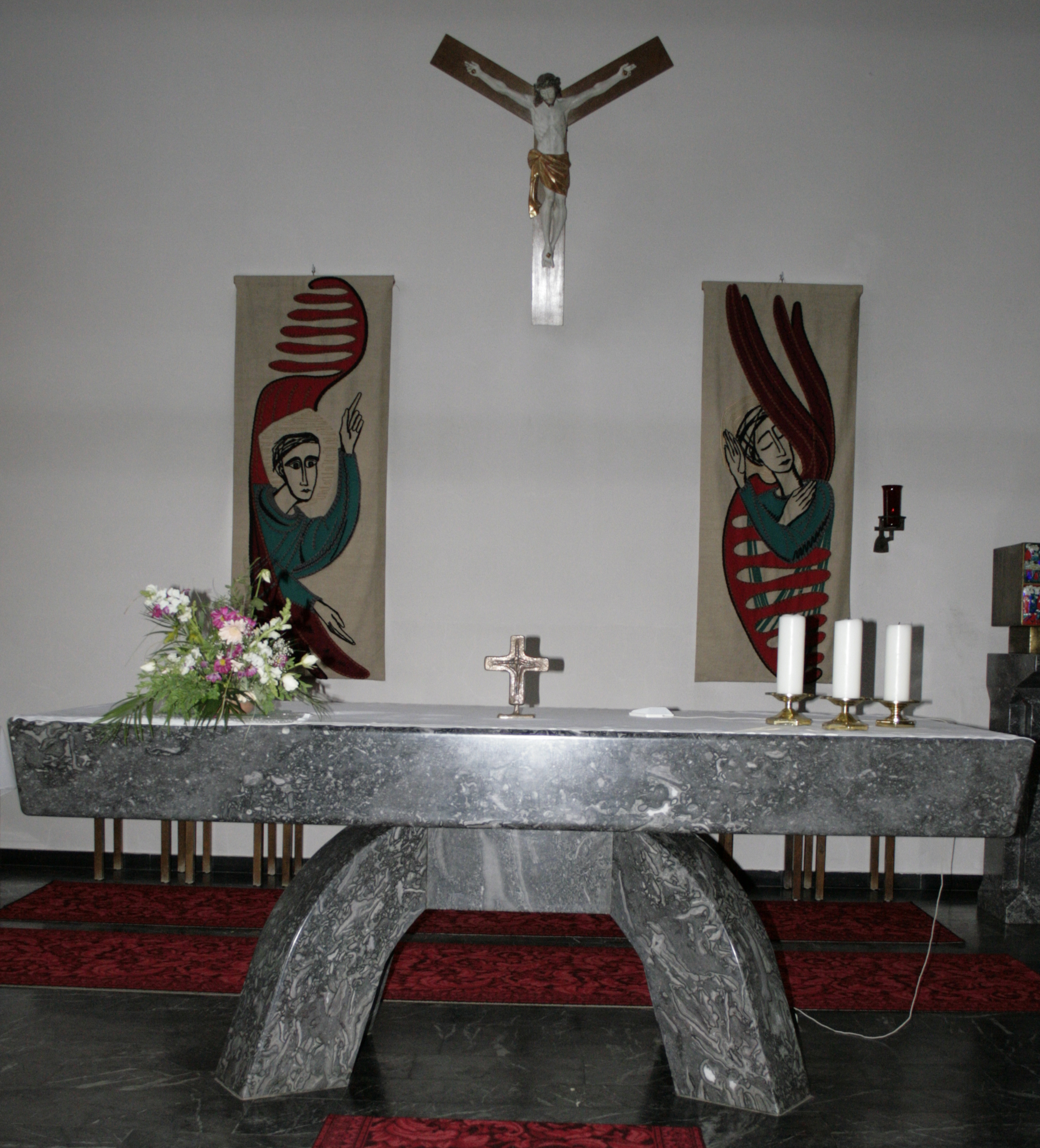
Altar der Pfarrkirche
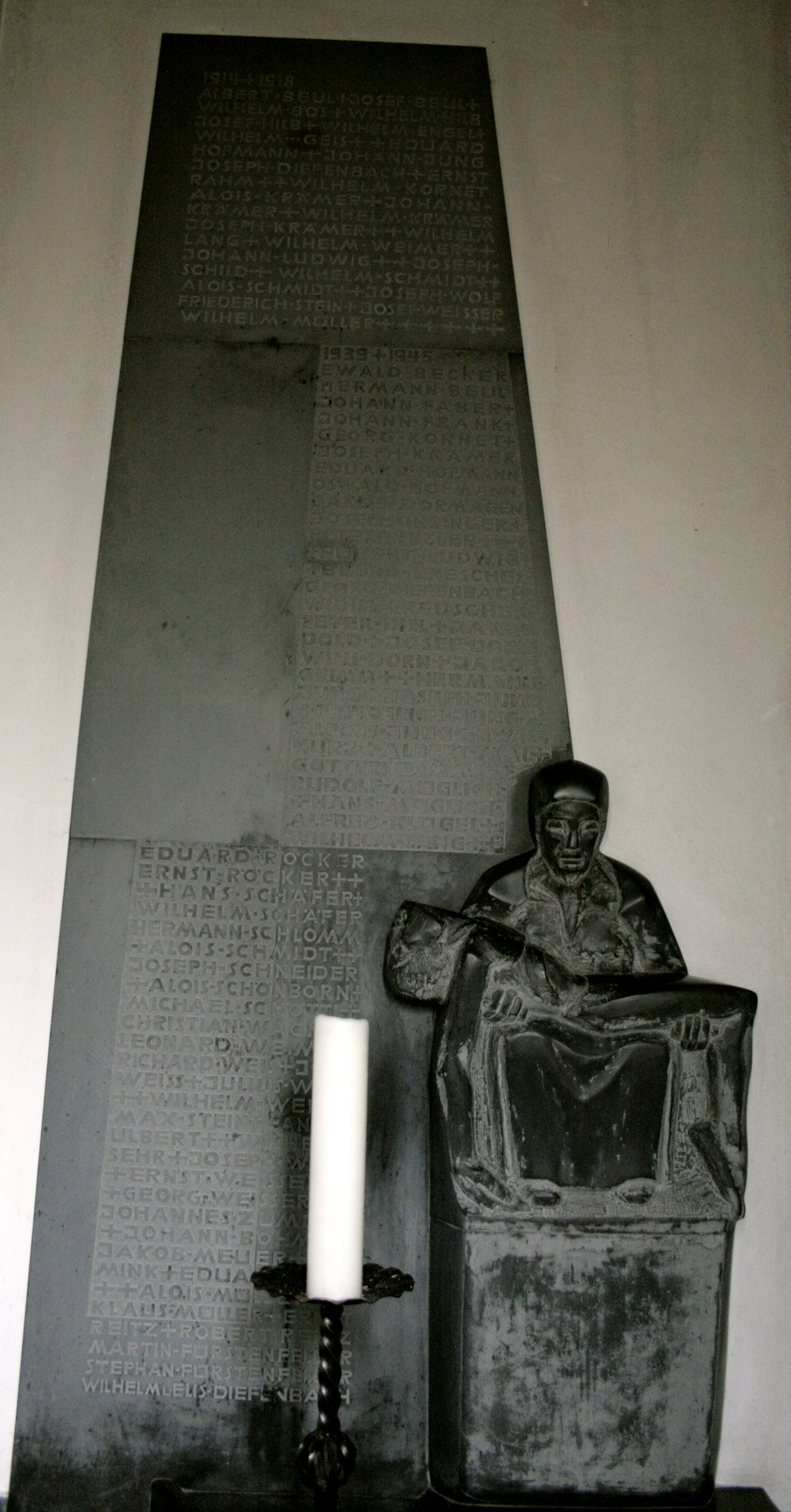
Kriegerdenkmal in der Pfarrkirche

### Niederahlbach und der Urselthaler Hof

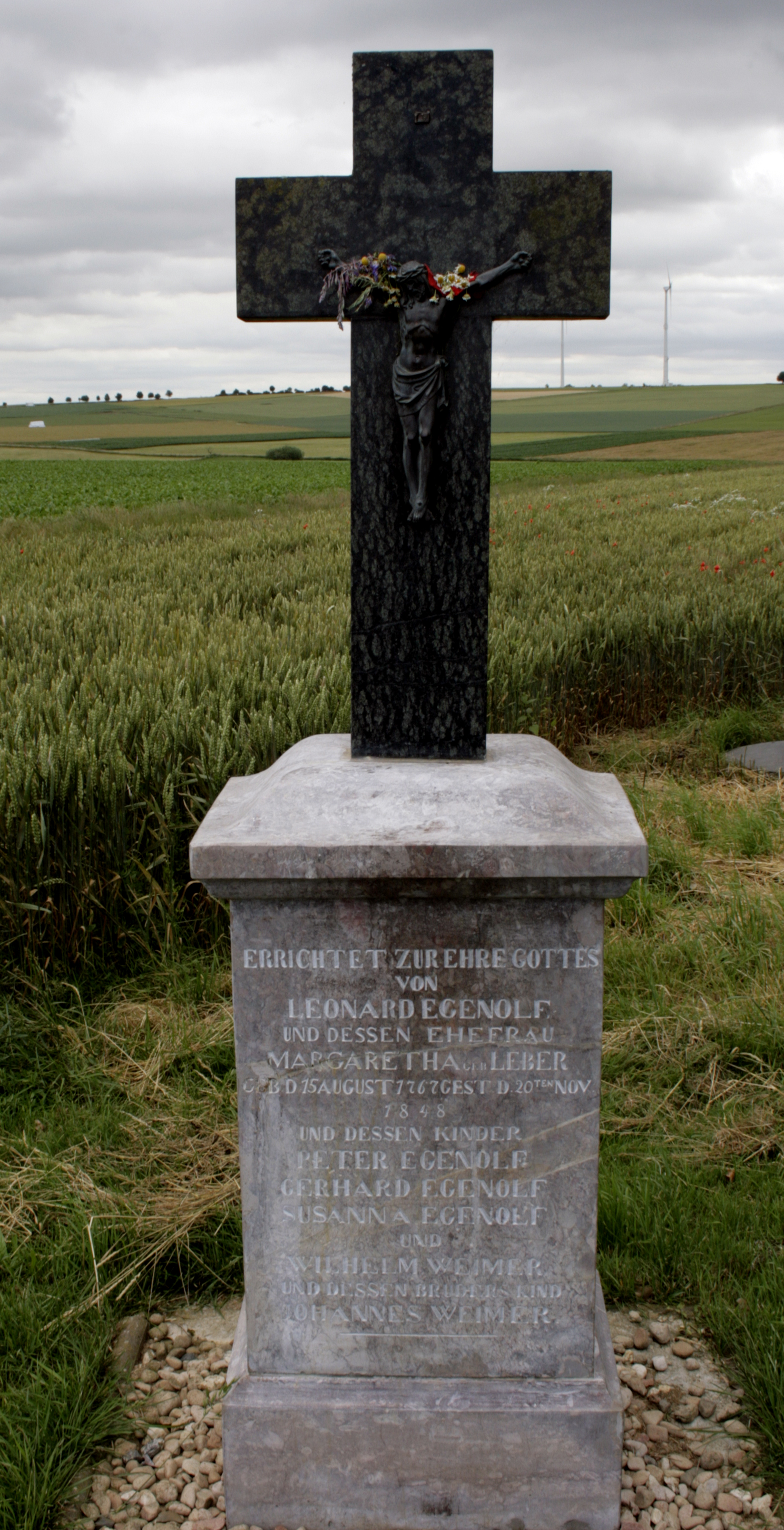
Feldkreuz am Weg zum Urselthaler Hof. Die Bäume im Hintergrund markieren den Verlauf der Langen Meil.

Um 1550 fiel das südwestlich benachbarte Dorf Niederahlbach wüst. 1633/34 kaufte Graf Johann Ludwig von Nassau-Hadamar das gesamte Land, das zu dem ehemaligen Dorf gehört hatte, und ließ dort einen Gutshof anlegen, der nach seiner Frau „Urselthaler Hof“ genannt wurde. Der Hof wird heute als Staatsdomäne bewirtschaftet.

## Bevölkerung

### Einwohnerentwicklung
Die älteste Aufzeichnung über die Einwohneranzahl stammt aus dem Jahr 1518 und berichtet über 69 Bewohner des Orts. Nach dem Dreißigjährigen Krieg lebten nur noch 14 Menschen in Ahlbach. Im Jahr 1750 wurden 156 Einwohner gezählt und 1840 waren es 486 Einwohner.
| Ahlbach: Einwohnerzahlen von 1834 bis 2020 | Ahlbach: Einwohnerzahlen von 1834 bis 2020 | Ahlbach: Einwohnerzahlen von 1834 bis 2020 | Ahlbach: Einwohnerzahlen von 1834 bis 2020 | Ahlbach: Einwohnerzahlen von 1834 bis 2020 |
| --- | ------------------------------------------ | ------------------------------------------ | ------------------------------------------ | ------------------------------------------ |
| Jahr |                                            |                                            |                                            | Einwohner                                  |
| 1834 | 1834                                       |                                            | 422                                        | 422                                        |
| 1840 | 1840                                       |                                            | 469                                        | 469                                        |
| 1846 | 1846                                       |                                            | 520                                        | 520                                        |
| 1852 | 1852                                       |                                            | 575                                        | 575                                        |
| 1858 | 1858                                       |                                            | 584                                        | 584                                        |
| 1864 | 1864                                       |                                            | 610                                        | 610                                        |
| 1871 | 1871                                       |                                            | 589                                        | 589                                        |
| 1875 | 1875                                       |                                            | 583                                        | 583                                        |
| 1885 | 1885                                       |                                            | 634                                        | 634                                        |
| 1895 | 1895                                       |                                            | 606                                        | 606                                        |
| 1905 | 1905                                       |                                            | 610                                        | 610                                        |
| 1910 | 1910                                       |                                            | 629                                        | 629                                        |
| 1925 | 1925                                       |                                            | 709                                        | 709                                        |
| 1939 | 1939                                       |                                            | 704                                        | 704                                        |
| 1946 | 1946                                       |                                            | 861                                        | 861                                        |
| 1950 | 1950                                       |                                            | 849                                        | 849                                        |
| 1956 | 1956                                       |                                            | 860                                        | 860                                        |
| 1961 | 1961                                       |                                            | 908                                        | 908                                        |
| 1967 | 1967                                       |                                            | 961                                        | 961                                        |
| 1970 | 1970                                       |                                            | 1.011                                      | 1.011                                      |
| 1974 | 1974                                       |                                            | 978                                        | 978                                        |
| 1987 | 1987                                       |                                            | 1.044                                      | 1.044                                      |
| 1994 | 1994                                       |                                            | 1.149                                      | 1.149                                      |
| 2011 | 2011                                       |                                            | 1.221                                      | 1.221                                      |
| 2014 | 2014                                       |                                            | 1.244                                      | 1.244                                      |
| 2020 | 2020                                       |                                            | 1.252                                      | 1.252                                      |
| Datenquelle: Historisches Gemeindeverzeichnis für Hessen: Die Bevölkerung der Gemeinden 1834 bis 1967. Wiesbaden: Hessisches Statistisches Landesamt, 1968. Weitere Quellen: LAGIS; Stadt Limburg; Zensus 2011 |                                            |                                            |                                            |                                            |

### Einwohnerstruktur 2011
Nach den Erhebungen des Zensus 2011 lebten am Stichtag, dem 9. Mai 2011, in Ahlbach 1221 Einwohner. Darunter waren 120 (9,8 %) Ausländer.
Nach dem Lebensalter waren 276 Einwohner unter 18 Jahren, 552 zwischen 18 und 49, 216 zwischen 50 und 64 und 177 Einwohner waren älter.
Die Einwohner lebten in 489 Haushalten. Davon waren 135 Singlehaushalte, 108 Paare ohne Kinder und 180 Paare mit Kindern, sowie 45 Alleinerziehende und 18 Wohngemeinschaften. In 72 Haushalten lebten ausschließlich Senioren und in 366 Haushaltungen lebten keine Senioren.

### Historische Religionszugehörigkeit
| • 1885: | 02 evangelische (= 0,32 %), 632 katholische (= 99,68 %) Einwohner         |
| • 1961: | 55 evangelische (= 6,06 %), 853 römisch-katholische (= 93,94 %) Einwohner |

## Politik
Für den Stadtteil Ahlbach besteht ein Ortsbezirk (Gebiete der ehemaligen Gemeinde Ahlbach) mit Ortsbeirat und Ortsvorsteher nach der Hessischen Gemeindeordnung.
Der Ortsbeirat Ahlbach besteht aus sieben Mitgliedern. Bei den Kommunalwahlen in Hessen 2021 betrug die Wahlbeteiligung zum Ortsbeirat 53,85 %. Dabei wurden gewählt: ein Mitglied der SPD, vier Mitglieder der CDU und zwei Mitglieder der „Bürgergemeinschaft Ahlbach“ (BGA). Der Ortsbeirat wählte Heinrich Nettesheim (CDU) zum Ortsvorsteher.

## Kulturdenkmäler
Siehe: Liste der Kulturdenkmäler in Ahlbach

## Vereine
- Turn- und Sportverein 1919 e. V. (Fußball)
- Freiwillige Feuerwehr Ahlbach e. V., gegründet 1908 (seit 6. Oktober 1979 mit ihrer Jugendfeuerwehr und seit 2. April 2011 mit Kinderfeuerwehr)
- Kultur- und Brauchtumsausschuss
- Männergesangverein Harmonie 1873 e. V.
- Gymnastikverein
- Katholische Frauengemeinschaft
- Frauensingkreis
- Wir für Ahlbach e. V. (Verschönerungsverein)

## Öffentliche Einrichtungen
- Pfarrkirche St. Bartholomäus
- Freiwillige Feuerwehr Ahlbach
- Katholischer Kindergarten
- Grundschule
- Sportplatz (Kunstrasen)

## Verkehr
Siehe: Nahverkehr in Limburg an der Lahn